# Dalimil Klapka
Dalimil Klapka (ur. 22 maja 1933 w Pradze, zm. 14 czerwca 2022) – czeski aktor teatralny i filmowy.
Studiował aktorstwo na Wydziale Teatralnym Akademii Sztuk Scenicznych w Pradze. Do 1990 roku był związany z teatrem im. Zdeňka Nejedlého w Pradze (Realistické divadlo Zdeňka Nejedlého). Występował także w Teatrze Muzycznym w Karlinie.
Zagrał pomniejsze role w filmach: Dvě věci pro život (1972), Sokolovo (1974), Muž přes palubu (1980), Romaneto (1980), Rukojmí v Bella Vista (1980), Ta chvíle, ten okamžik (1981), Příště budeme chytřejší, staroušku! (1982), Radikální řez (1983), Havárie (1985), Saturnin (1994).
Pracował także w dubbingu, znany jest m.in. z serialu Simpsonowie.
W 2003 roku otrzymał nagrodę Senior Prix od fundacji Život umělce.